# 風のにおい
『風のにおい』（かぜのにおい）は、山本麻里安の2作目のミニアルバム。 1998年11月15日にワーナーミュージック・ジャパン（WEAレーベル）から発売された。

## 解説
- 前作『みつあみ』同様、表題曲は山本自身が担当している。
- 4曲目「大空の下で」は、元チューリップの財津和夫が楽曲提供している。
- 6曲目「もう一度」は、竹内まりやの10thシングル「もう一度/本気でオンリーユー (Let's Get Married)」のカバー曲。

## 収録曲
1. 天使のチャイム [4:00]
作詞：高田三郎、作曲：上田知華、編曲：鈴木豪
2. 風のにおい [3:47]
作詞：山本麻里安・藤原雄紀、作曲：藤原雄紀、編曲：ヒダテモトハラ
3. あの頃へ還ろう [4:20]
作詞：山本麻里安・MASA、作曲・編曲：ヒダテモトハラ
4. 大空の下で [4:40]
作詞：竹本昭仁、作曲：財津和夫、編曲：藤原雄紀
5. Smiling [4:04]
作詞：鈴木たま恵・MASA、作曲・編曲：鈴木豪
6. もう一度 [3:56]
作詞・作曲：竹内まりや、編曲：ヒダテモトハラ
7. 恋なんて切ないよ [4:47]
作詞・作曲：大津美紀、編曲：ヒダテモトハラ
8. 虹の見えるあの場所 [3:32]
作詞・作曲：竹本昭仁、編曲：鈴木豪